# Oxybelis rutherfordi
Oxybelis rutherfordi – gatunek węża z rodziny połozowatych (Colubridae). Występuje w Ameryce Środkowej i północnej Ameryce Południowej. Prowadzi dzienny, głównie nadrzewny tryb życia.

## Systematyka
Takson ten po raz pierwszy zgodnie z zasadami nazewnictwa binominalnego opisali w 2020 roku Robert C. Jadin ze współpracownikami na łamach „Organisms Diversity & Evolution”. Autorzy nadali wężowi nazwę Oxybelis rutherfordi. Jako miejsce typowe podali William Beebe Tropical Research Centre w dolinie rzeki Arima, około 6 km na północ od miasta Arima, na Trynidadzie (10°41′32″N 61°17′22″W/10,692222 -61,289444, na wysokości 247 m n.p.m.). Holotyp, samica oznaczona jako UTA R-64851, to okaz o całkowitej długości 1245 mm, który został odłowiony przez Mike’a G. Rutherforda w 2018 roku. W 2020 roku w wyniku badań filogenetycznych Jadin ze współpracownikami wyodrębnili Oxybelis rutherfordi z Oxybelis aeneus. Nie wyróżnia się podgatunków.

### Etymologia
- Oxybelis: gr. οξυβελης oxubelēs „ostro zakończony, ostry”[3].
- rutherfordi – na cześć Mike’a G. Rutherforda, brytyjskiego herpetologa, kuratora Muzeum Zoologicznego na University of the West Indies na Karaibach[2].

## Morfologia
Jest to średniej wielkości wąż o głowie z cienkim pyskiem o dużej szczęce. Głowa dosyć jednolicie brązowa, z lekko widocznym ciemniejszym paskiem ocznym. Górna warga i spód głowy jasny – białawy lub żółtawy. Tułów cienki i smukły, przeważnie jednolicie brązowy z małymi, nieregularnie rozrzuconymi czarnymi plamkami. Brzuch delikatnie nakrapiany, od białawego do żółtozielonego, ostro odcięty od grzbietu. Ogon długi.
Wymiary średnie na podstawie pomiarów ośmiu samców i ośmiu samic:
|                          | Samiec   | Samica   |
| Długość całkowita (mm)   | 1075     | 1091     |
| Długość SVL (mm)         | 659      | 627      |
| Długość TL (mm)          | 422      | 464      |
| Łuski grzbietowe (rzędy) | 17/17/15 | 17/17/15 |
| Tarczki brzuszne         | 183–188  | 180–190  |
| Tarczki podogonowe       | 163–175  | 162–171  |

## Występowanie
Oxybelis rutherfordi występuje na obu głównych wyspach Trynidadu i Tobago, na należących do Wenezueli wyspie Margarita i archipelagu Los Testigos, w północnej Wenezueli od wschodnich podnóży Andów na wschód do Gujany Francuskiej.

## Ekologia i zachowanie
Gatunek prowadzi dzienny, nadrzewny tryb życia. Dieta tego gatunku składa się z małych ptaków, płazów, jaszczurek (m.in. Anolis chrysolepis, Gonatodes vittatus i rodzaju Ameiva).

## Status zagrożenia
W Czerwonej księdze gatunków zagrożonych IUCN wąż Oxybelis rutherfordi jako nowo opisany gatunek nie jest jeszcze klasyfikowany.